# Jean-Luc Courcoult
Jean-Luc Courcoult, né en 1955 à Paris (une source indique une naissance en Bretagne), est un metteur en scène français, connu pour être le fondateur et metteur en scène de la compagnie Royal de luxe. Il obtient le Grand Prix national du théâtre en 1997.

## Œuvres
- Jean-Luc Courcoult et Odile Quirot, Royal de Luxe : 1993-2001, Actes Sud, 2001, 209 p. (ISBN 978-2742734290)

- Jean-Luc Courcoult et Odile Quirot, Royal de Luxe : 2001-2011, Actes Sud, 2011, 268 p. (ISBN 978-2-330-00068-4)

- Jean-Luc Courcoult et Quentin Faucompré, La visite du Sultan des Indes sur son éléphant à voyager dans le temps, éditions MeMo, 2006, 88 p. (ISBN 2-910391-92-2)

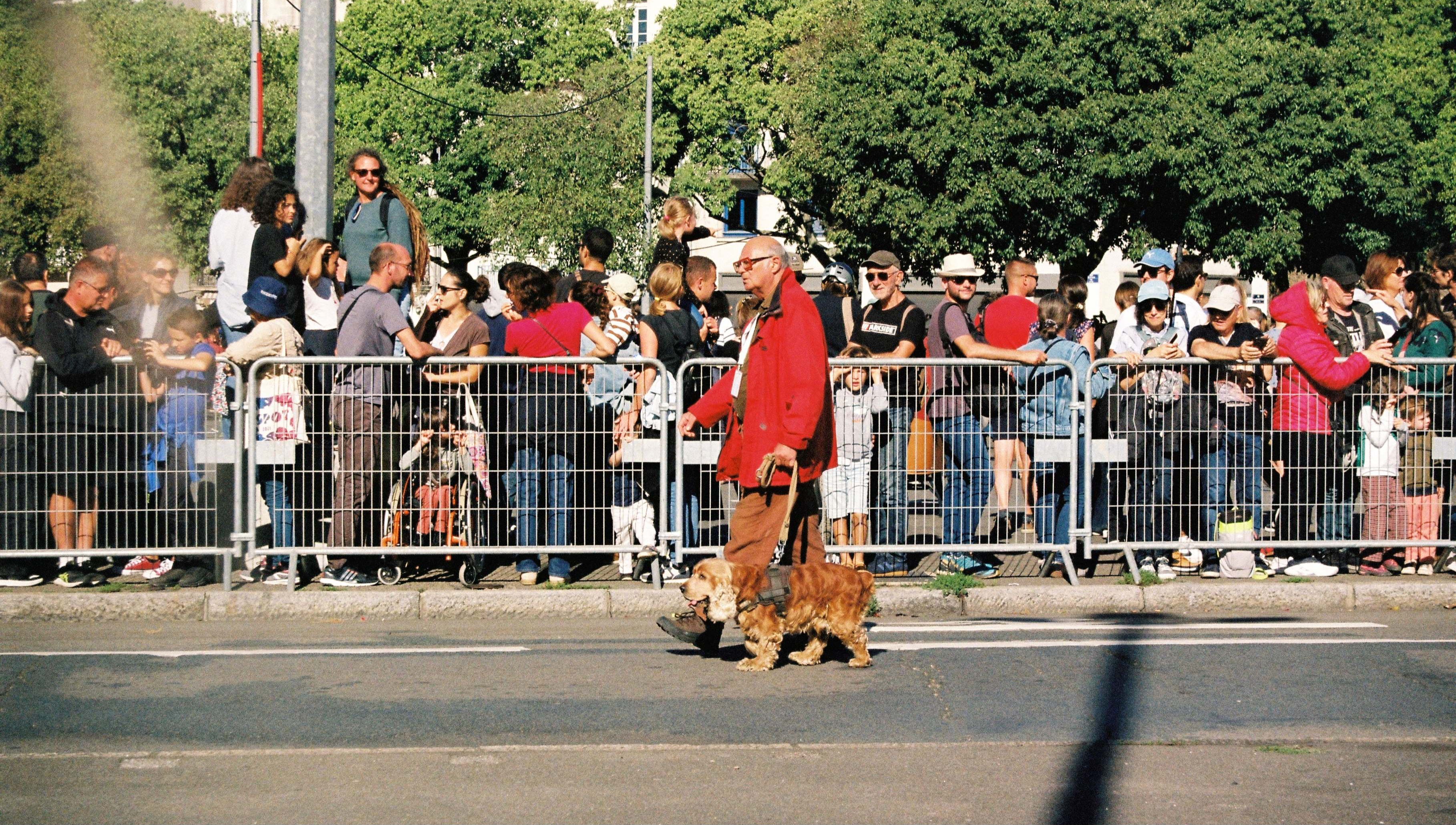
Jean-Luc Courcoult et son chien à Nantes le dimanche 24 septembre 2023, lors de son spectacle "Le Bull Machin de M. Bourgogne" avec Royale De Luxe